# Cenk Özkacar
Cenk Özkacar (Smirne, 6 ottobre 2000) è un calciatore turco, difensore del Colonia, in prestito dal Valencia, e della nazionale turca.

## Caratteristiche tecniche
Özkacar è un difensore centrale di piede mancino.

## Carriera

### Club
Nato a Smirne, Cenk ha iniziato a giocare nelle giovanili di Bucaspor, Altınordu e Altay. Nel 2018 ha debuttato tra i professionisti, mentre era in prestito al Karacabey, formazione della terza divisione turca, prima di rientrare all'Altay l'anno successivo.
Il 18 agosto 2020 viene acquistato dell'Olympique Lione, firmando un contratto quinquennale. Durante i suoi primi mesi al Lione, il difensore turco alterna presenze con la squadra riserve e panchine con la prima squadra. Il 21 aprile 2021, Cenk ha esordito con il Lione subentrando nel finale a Léo Dubois nella sconfitta per 0-2 contro il Monaco in un incontro della Coppa di Francia.
Il 6 luglio 2021 è stato ceduto in prestito ai belgi dell'OH Lovanio per l'intera stagione.
Il 23 agosto 2022 viene ceduto in prestito al Valencia, club da cui viene riscattato a fine stagione.
Il 29 agosto 2024 viene ceduto al Real Valladolid.
Il 9 agosto 2025 passa in prestito al Colonia, in Bundesliga.

### Nazionale
Nel 2019 ha esordito con la nazionale turca Under-21.
Il 7 giugno 2022 ha esordito con la nazionale maggiore turca, giocando l'incontro vinto per 0-6 contro la Lituania, valido per la UEFA Nations League 2022-2023.

## Statistiche

### Presenze e reti nei club
Statistiche aggiornate al 30 aprile 2023.
| Stagione        | Squadra           | Campionato      | Campionato | Campionato | Coppe nazionali | Coppe nazionali | Coppe nazionali | Coppe continentali | Coppe continentali | Coppe continentali | Altre coppe | Altre coppe | Altre coppe | Totale | Totale |
| Stagione        | Squadra           | Comp            | Pres       | Reti       | Comp            | Pres            | Reti            | Comp               | Pres               | Reti               | Comp        | Pres        | Reti        | Pres   | Reti   |
| --------------- | ----------------- | --------------- | ---------- | ---------- | --------------- | --------------- | --------------- | ------------------ | ------------------ | ------------------ | ----------- | ----------- | ----------- | ------ | ------ |
| 2018-2019       | Karacabey         | 3L              | 23         | 1          | CT              | 1               | 0               |                    | -                  | -                  |             | -           | -           | 24     | 1      |
| 2019-2020       | Altay             | 1L              | 12         | 0          | CT              | 4               | 0               |                    | -                  | -                  |             | -           | -           | 16     | 0      |
| 2020-2021       | Olympique Lione 2 | N2              | 2          | 0          |                 | -               | -               |                    | -                  | -                  |             | -           | -           | 2      | 0      |
| 2020-2021       | Olympique Lione   | L1              | 0          | 0          | CF              | 1               | 0               |                    | -                  | -                  |             | -           | -           | 1      | 0      |
| 2021-2022       | OH Lovanio        | D1              | 33         | 2          | CB              | 2               | 0               |                    | -                  | -                  |             | -           | -           | 35     | 2      |
| 2022-2023       | Valencia          | PD              | 16         | 0          | CR              | 3               | 0               |                    | -                  | -                  | SS          | 1           | 0           | 20     | 0      |
| Totale carriera | Totale carriera   | Totale carriera | 86         | 3          |                 | 11              | 0               |                    | -                  | -                  |             | 1           | 0           | 98     | 3      |

### Cronologia presenze e reti in nazionale
| Cronologia completa delle presenze e delle reti in nazionale ― Turchia | Cronologia completa delle presenze e delle reti in nazionale ― Turchia | Cronologia completa delle presenze e delle reti in nazionale ― Turchia | Cronologia completa delle presenze e delle reti in nazionale ― Turchia | Cronologia completa delle presenze e delle reti in nazionale ― Turchia | Cronologia completa delle presenze e delle reti in nazionale ― Turchia | Cronologia completa delle presenze e delle reti in nazionale ― Turchia | Cronologia completa delle presenze e delle reti in nazionale ― Turchia |
| Data                                                                   | Città                                                                  | In casa                                                                | Risultato                                                              | Ospiti                                                                 | Competizione                                                           | Reti                                                                   | Note                                                                   |
| ---------------------------------------------------------------------- | ---------------------------------------------------------------------- | ---------------------------------------------------------------------- | ---------------------------------------------------------------------- | ---------------------------------------------------------------------- | ---------------------------------------------------------------------- | ---------------------------------------------------------------------- | ---------------------------------------------------------------------- |
| 7-6-2022                                                               | Vilnius                                                                | Lituania                                                               | 0 – 6                                                                  | Turchia                                                                | UEFA Nations League 2022-2023 - 1º turno                               | -                                                                      | 76’                                                                    |
| 16-11-2022                                                             | Diyarbakır                                                             | Turchia                                                                | 2 – 1                                                                  | Scozia                                                                 | Amichevole                                                             | -                                                                      |                                                                        |
| 19-11-2022                                                             | Gaziantep                                                              | Turchia                                                                | 2 – 1                                                                  | Rep. Ceca                                                              | Amichevole                                                             | -                                                                      | 60’                                                                    |
| 8-9-2023                                                               | Eskişehir                                                              | Turchia                                                                | 1 – 1                                                                  | Armenia                                                                | Qual. Euro 2024                                                        | -                                                                      | 72’                                                                    |
| 12-10-2023                                                             | Osijek                                                                 | Croazia                                                                | 0 – 1                                                                  | Turchia                                                                | Qual. Euro 2024                                                        | -                                                                      |                                                                        |
| 15-10-2023                                                             | Konya                                                                  | Turchia                                                                | 4 – 0                                                                  | Lettonia                                                               | Qual. Euro 2024                                                        | -                                                                      |                                                                        |
| 21-11-2023                                                             | Cardiff                                                                | Galles                                                                 | 1 – 1                                                                  | Turchia                                                                | Qual. Euro 2024                                                        | -                                                                      | 46’                                                                    |
| 26-3-2024                                                              | Vienna                                                                 | Austria                                                                | 6 – 1                                                                  | Turchia                                                                | Amichevole                                                             | -                                                                      | 78’                                                                    |
| 4-6-2024                                                               | Bologna                                                                | Italia                                                                 | 0 – 0                                                                  | Turchia                                                                | Amichevole                                                             | -                                                                      | 66’                                                                    |
| Totale                                                                 |                                                                        | Presenze                                                               | 9                                                                      |                                                                        | Reti                                                                   | 0                                                                      |                                                                        |